# Elphège Filiatrault
Elphège Filiatrault, né le 27 novembre 1850 à Iberville et mort le 27 mai 1932 à Bordeaux, est un prêtre québécois. Il est le créateur du Carillon moderne, l'ancêtre du drapeau québécois.

## Biographie

### Jeunesse et formation
Fils de Thaïs Carrier et d'Étienne Filiatrault, marchand et instituteur, il est l'aîné d'une famille de neuf enfants. Ses frères Télesphore et Louis-Hector mèneront comme lui des carrières ecclésiastiques.
Il fait ses études secondaires et de cléricature au Collège de Montréal et à Marieville. Il est ordonné prêtre le 15 août 1877 dans la cathédrale de Saint-Hyacinthe par l'évêque Louis-Zéphirin Moreau.

### Parcours ecclésiastique
Il débute en tant que vicaire dans la paroisse de Bedford la même année, puis à Saint-Hyacinthe jusqu'en 1878. Il emménage ensuite à Sorel, où il sera vicaire ainsi que professeur (1878-1879) puis directeur (1880-1881) du collège classique. La mauvaise situation financière du collège le mène à choisir un nouveau projet, celui de fonder une nouvelle paroisse à Saint-Joseph-de-Sorel. Durant les 35 années suivantes, le père Filiatrault sera successivement curé de cinq paroisses de la Montérégie. D'abord Saint-Joseph-de-Sorel, dont il est le premier curé, entre 1881 et 1884. Puis Sainte-Pudentienne entre 1884 à 1888, Saint-Grégoire-d'Iberville entre 1888 et 1891, Rougemont entre 1891 et 1900 puis finalement Saint-Jude de 1900 à 1916.

### Création du drapeau

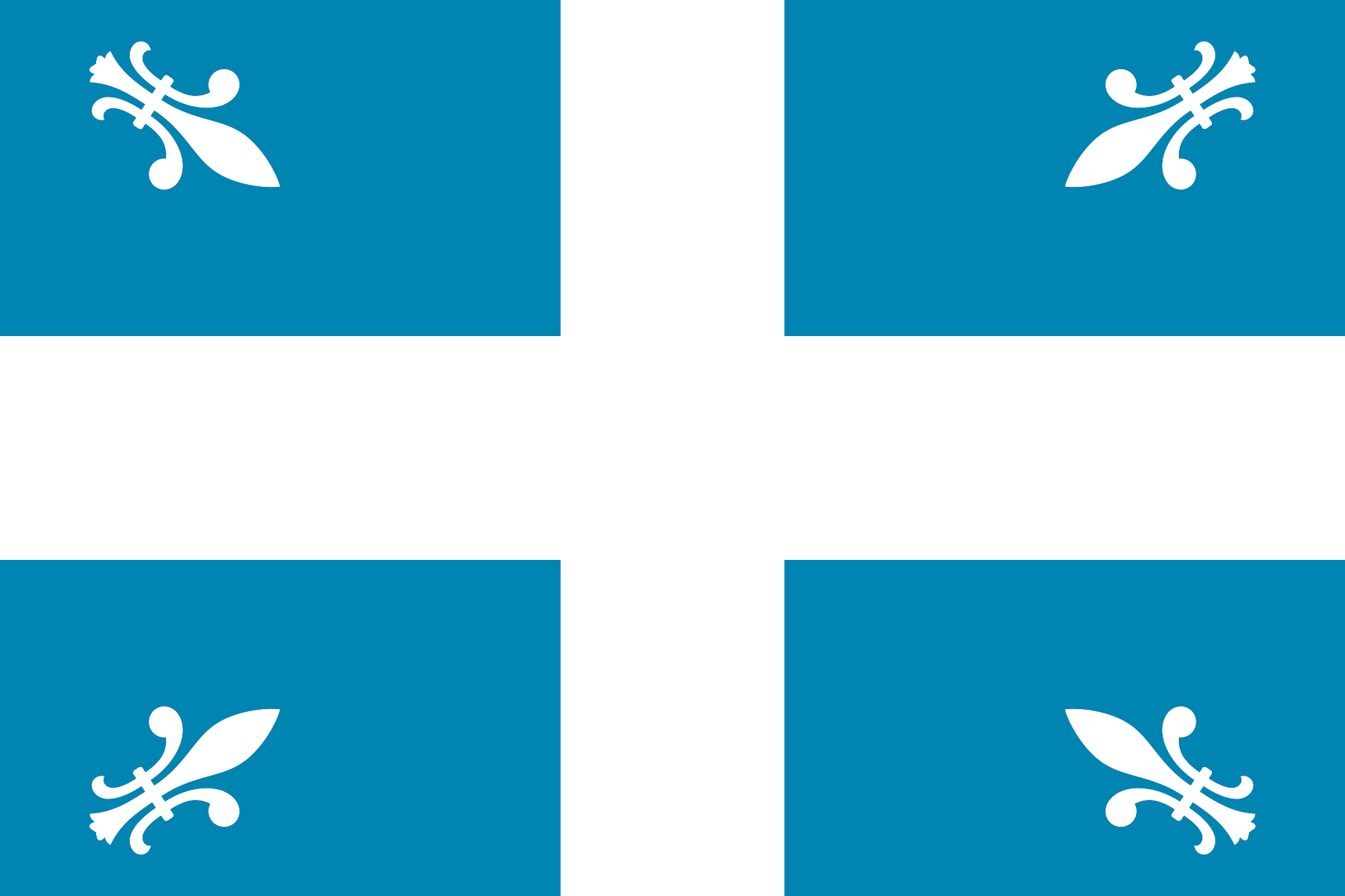
Le drapeau créé par Filiatrault, nommé plus tard le Carillon moderne.

En 1902, Filiatrault rédige une brochure intitulée Aux Canadiens-Français, notre drapeau. Le texte raconte la perte des premiers drapeaux nationaux du Bas-Canada et critique l'utilisation, faute de mieux, du drapeau de la France par la population québécoise : « Disons seulement que la France - nous entendons la France d'aujourd'hui - n'est pas notre mère. Elle n'est guère même notre sœur : elle peut passer sans que nous soyons obligés de nous mettre à genoux. »
Filiatrault explique que seule la bannière de Carillon, déjà célèbre et empreinte du symbolisme de la victoire de la bataille de Fort Carillon, est susceptible de faire l'unanimité dans la population québécoise. Il justifie l'ajout d'une croix blanche par le fait que ce symbole « était incontestablement la marque française d'un drapeau à l'époque où nous fûmes séparés ». Il résiste toutefois à l'ajout de symboles plus contemporains. Il doute que l'ajout d'un sacré-cœur convienne à l'utilisation civile du drapeau. Le castor et la feuille d'érable, symboles popularisés au Québec, sont quant à lui devenus trop rattachés au Canada pour faire partie dorénavant du drapeau national.
Le 26 septembre 1902, le drapeau conçu par Filiatrault est hissé sur le mât du presbytère de Saint-Jude. Nommé le Carillon moderne, le drapeau connaît rapidement la popularité. Une version incluant le sacré-cœur fait aussi son apparition, à l'encontre de la volonté du créateur. Dans sa seconde brochure Nos couleurs nationales, il insiste sur la « distinction entre l'emblème de la religion et l'emblème de la patrie ».

### Fin de vie et postérité
Il prend sa retraite en 1916, à l'âge de 66 ans, sur l'île de Montréal. Il se retire d'abord chez le curé d'Ahuntsic puis chez un neveu et une nièce à Bordeaux. Dans les dernières années de sa vie, il participe aux pèlerinages organisés en Acadie. Décédé en 1932, il est inhumé dans le cimetière Notre-Dame-des-Neiges.
Le 15 octobre 2013, une proposition est faite pour lui conférer le statut national de personnage historique. La proposition n'est pas retenue le 7 mars 2017. Un parc à Saint-Jude et un autre à Saint-Jean-sur-Richelieu sont nommés à sa mémoire.